# Lega del Chianti

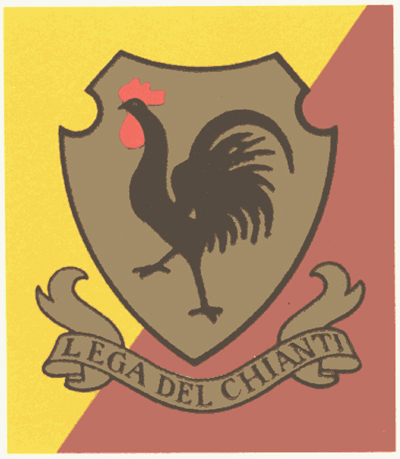
Il Gallo Nero nello stemma della Lega del Chianti.

La Lega del Chianti fu un'alleanza politico militare creata dalla Repubblica di Firenze nel 1384 con la missione di difendere e amministrare il territorio del Chianti per conto della repubblica.

## Storia
Intorno al 1250 Firenze divise il suo territorio in Leghe per difenderlo in caso di guerra. Il territorio del Chianti ebbe come capoluogo Radda in Chianti. Il territorio amministrato dalla Lega del Chianti era molto ampio tanto da dover essere suddiviso in tre terzieri :
- Terziere di Radda
- Terziere di Gaiole
- Terziere di Castellina.

La lega del Chianti fu una lega di città rurali, denominati popoli, che vennero dotati di uno statuto e il più antico risale al 1384. Per stemma ebbero l'immagine di un Gallo Nero su fondo oro. L'immagine in seguito, parzialmente modificata, divenne il simbolo del vino Chianti Classico.
La lega sopravvisse anche alla fine delle lotte tra Firenze e Siena e, trasformatasi in semplice ripartizione amministrativa, fu soppressa solo nel 1774 dal Granduca Pietro Leopoldo e suddivisa nei tre comuni attuali.
(1833, Emanuele Repetti Dizionario Geografico Fisico Storico della Toscana)